# Фердинандо Мария Бурбон-Сицилийский
Принц Фердинандо Мария Бурбон-Сицилийский (Фердинандо Мария Андреа Альфонсо Маркус) (28 мая 1926 — 20 марта 2008) — глава Бурбон-Сицилийского королевского дома (13 января 1973 — 20 марта 2008), Он был известен как герцог ди Кастро.

## Биография
Родился в Подзамче (Мазовецкое воеводство, Польша). Сын принца Раньери Бурбон-Сицилийского (1883—1973), герцога ди Кастро, и польской графини Марии Каролины Замойской (1896—1968). Его родители были двоюродными братом и сестрой.
Он прожил большую часть жизни во Франции и стал первым членом Бурбон-Сицилийского королевского дома, который поступил на службу во французскую армию.
В 1973 году после смерти своего отца Раньери принц Фердинандо унаследовал титул герцога ди Кастро и стал главой Бурбон-Сицилийского королевского дома, осуществляя руководящие функции в семье еще с 1966 года. Он был великим магистром Константиновского военного ордена Святого Георгия и Королевского ордена Франциска I. Также был награждён несколькими династическими и государственными орденами.
81-летний принц Фердинандо Бурбон-Сицилийский скончался 20 марта 2008 года в Рокбрюн-сюр-Аржане, во Франции.

## Брак и дети
23 июля 1949 года принц Фердинанд женился на графине Шанталь де Шеврон-Виллет (10 января 1925 — 24 мая 2005), дочери графа Жозефа Пьера де Шеврон-Вилетт и Марии де Кольбер-Канн. У них родилось трое детей.
- Принцесса Беатриса Мария Каролина Луиза Франсуаза Бурбон-Сицилийская (род. 16 июня 1950 года в Сен-Рафаэле), 19 декабря 1978 года в Париже вышла замуж за принца Шарля Наполеона (род. 19 октября 1950), развелись в 1989 году. Их дети:

- принцесса Каролина Мария Констанс Наполеон (род. 24 октября 1980);
- принц Жан-Кристоф Наполеон (род. 11 июля 1986).

- Принцесса Анна Мария Каролина Кармен Бурбон-Сицилийская (род. 24 апреля 1957 в Сен-Рафаэле), 9 сентября 1977 года в Рокбрюн-сюр-Аржане вышла замуж за барона Жака Кошена (род. 23 марта 1951). Их дети:

- Николя Кошен (род. 21 января 1979);
- Доротея Кошен (род. 10 июня 1985).

- Принц Карло Мария Бернардо Дженнаро Бурбон-Сицилийский (род. 24 февраля 1963 года в Сен-Рафаэле), 31 октября 1998 года в Монте-Карло женился на Камилле Крочани (род. 5 апреля 1971). Их дети:

- принцесса Мария Каролина Бурбон-Сицилийская (род. 23 июня 2003);
- принцесса Мария Кьяра Бурбон-Сицилийская (род. 1 января 2005).